# Penny Flame
Penny Flame (Aurora, 22 febbraio 1983) è un'ex attrice pornografica statunitense.
Lo pseudonimo deriva dalla canzone dei The Beatles Penny Lane e dalla sua abitudine a fumare.

## Biografia e carriera pornografica
Nata ad Aurora (Colorado) come Jennifer "Jennie" Ketcham (suo vero nome), la Flame è cresciuta nella San Francisco Bay Area e ha debuttato nell'industria del cinema per adulti nel 2003, dopo aver risposto ad un annuncio su un quotidiano. Si è diplomata alla Campolindo High School di Moraga, in California. Per qualche anno ha lavorato in scene che la ritraevano da sola o con altre donne e ha girato le sue prime pellicole hardcore nel 2005. Ha inoltre partecipato a diverse pellicole con tema BDSM, sia in ruoli di slave che di mistress.
La gran parte delle scene interpretate dalla Flame è del genere gonzo o reality porn, spesso per siti come Naughty America e per case di produzione come Shane's World. Frequentemente sulla scena utilizza un linguaggio "sporco". Ha comunque interpretato anche produzioni importanti, la prima delle quali è stata il film di James Avalon Darkside nel 2005, assieme a Hillary Scott per la quale ha ottenuto 2 AVN e XRCO Award.
Per gli Shane's World Studios, la Flame ha diretto nel 2005 Shane's World: Girls Night Out 3 e nel 2006 Shane's World: Girls Night Out 2, Blazed and Confused e Blazed and Confused 2. Nel 2008 ha vinto l'AVN come miglior attrice mentre nel 2010 come miglior attrice non protagonista.
Nel tempo libero dipinge, e sul suo sito in Myspace e nei suoi film si è espressa a favore della legalizzazione della marijuana.
Secondo il sito IAFD, la sua carriera di attrice s'è svolta negli anni dal 2002 al 2013
. Come regista ha diretto nove film tra il 2005 e il 2012.

## Riconoscimenti
- AVN Awards
  - 2005 – Best Solo Sex Scene per Repo Girl[8]
- 2006 – Best Couples Sex Scene (film) per Darkside con Herschel Savage[9]
- 2006 – Best Group Sex Scene (film) per Darkside con Alicia Alighatti, Dillan Lauren, Hillary Scott, Randy Spears e John West[9]
- 2008 - Best Actress (film) per Layout[10]
- 2008 – Best Couples Sex Scene (film) per Layout con Tom Byron[10]
- 2010 - Best Supporting Actress (film) per Throat: A Cautionary Tale[11]
- XRCO Award
  - 2006 – Best On-Screen Couple per Darkside con Herschel Savage[12]
- F.A.M.E. Awards
  - 2008 – Favorite Oral Starlet (Fan Award)[13]

## Filmografia

### Attrice
- Sex Addicts 1 (2002)
- Sex Offenders 1 (2002)
- University Coeds Oral Exams 10 (2002)
- Bob's Video 186: Penny For Your Thoughts (2003)
- Bondage My Way (2003)
- Couples (2003)
- Fem Bella (2003)
- Fresh Faces (2003)
- Hook-ups 4 (2003)
- Jack's Playground 1 (2003)
- Penny Flame's Foot Tease (2003)
- Penny's Logic (2003)
- Repo Girl (2003)
- She's Under My Thumb (2003)
- Smokey Situations (2003)
- Stocking Secrets 2 (2003)
- Three Timing (2003)
- Tie Me Naked (2003)
- 12 on One 2 (2004)
- Alien Love Fantasy (2004)
- Finger Licking Good 1 (2004)
- Football Fantasies (2004)
- Her First Lesbian Sex 2 (2004)
- Horny Girls (2004)
- Innocence Baby Blue (2004)
- Isabella's Flame (2004)
- Jack's Playground 8 (2004)
- Just 18 (2004)
- Kink (2004)
- Mystified 2: The Quest (2004)
- Penny Flame (2004)
- Penny Flame's Stocking Tease (2004)
- Penny's Dark Side Rant (2004)
- Phone Sex Fantasies (2004)
- Pussy Party 4 (2004)
- Smoke Power (2004)
- Soloerotica 4 (2004)
- Strap It to Me 2 (2004)
- Teens Too Pretty for Porn 1 (2004)
- Top Notch Anal Bitches (2004)
- Women Seeking Women 7 (2004)
- Women Seeking Women 8 (2004)
- Young Cheerleaders Swap N' Swallow 2 (2004)
- 2 on 1 22 (2005)
- Afterhours: Penny Flame (2005)
- Art of Kissing 2 (2005)
- Barely 18 17 (2005)
- Barely Legal Corrupted 4 (2005)
- Best of Stocking Secrets (2005)
- Big League Facials 2 (2005)
- Big Sausage Pizza 5 (2005)
- Blow Me Sandwich 7 (2005)
- Bob's Video 192 (2005)
- Body Builders In Heat 18 (2005)
- Breakin' 'Em In 8 (2005)
- Cherry Lickers 1 (2005)
- College Guide How to Get More Pussy (2005)
- Cum Catchers 2 (2005)
- Cum Craving Teens 3 (2005)
- Cum Swapping Sluts 9 (2005)
- Cumming Of Age 1 (2005)
- Cumstains 6 (2005)
- Darkside (2005)
- Dirty Girlz 4 (2005)
- Double Decker Sandwich 7 (2005)
- Double The Pleasure (2005)
- Fine Ass Babes 4 (2005)
- First Offense 8 (2005)
- Four Finger Club 22 (2005)
- Girls Night Out 1 (2005)
- Girls Night Out 2 (2005)
- Groupie (2005)
- Handjob Heaven (2005)
- Heat (2005)
- I Cream On Genie 2 (2005)
- In Your Mouth And On Your Face 2 (2005)
- Juicy G-Spots 4 (2005)
- Les' Be Friends (2005)
- Little Miss Innocent 1 (2005)
- Man's Best Friend (2005)
- Matrix Nudes 2 (2005)
- Mouth 2 Mouth 3 (2005)
- My Third POV: My Lucky Day (2005)
- Natural Teen Nymphs 1 (2005)
- No Swallowing Allowed 4 (2005)
- Nut Busters (2005)
- Pantyhose Flashers 2 (2005)
- Platinum Label (2005)
- POV Fantasy 2 (2005)
- POV Pervert 5 (2005)
- Pussy Kat (2005)
- Reel Girlfriends (2005)
- Semen Sippers 4 (2005)
- Sex Fiends 2 (2005)
- Shane's World 36: Snow Trip (2005)
- Silvia Saint's Leg Sex Friends (2005)
- Sisters (2005)
- SoCal Coeds 2 (2005)
- Soloerotica 8 (2005)
- South Beach Invasion (2005)
- Sperm Swappers 2 (2005)
- Sport Fucking 4 (2005)
- Squirting 101 7 (2005)
- Squirting 201 1 (2005)
- Super Naturals 2 (2005)
- Surrender to Lust (2005)
- Tear Jerkers 1 (2005)
- Teenage Dreamin' (2005)
- Tongues and Twats 1 (2005)
- Torn (2005)
- Triple Threat 3: Obsessive Behavior (2005)
- Twisted Vision 3 (2005)
- University Of Austyn 1 (2005)
- Up Skirt Cam Girls (2005)
- Watch Me Cum 1 (2005)
- Way of the Dragon (2005)
- Web Girls 1 (2005)
- Web Girls 2 (2005)
- Who Let The Whores Out 1 (2005)
- Whores Don't Wear Panties 2 (2005)
- Wife Swappers (2005)
- Women On Top Of Men 2 (2005)
- Workplace (2005)
- 12 Nasty Girls Masturbating 5 (2006)
- 13 Cum Hungry Cocksuckers 5 (2006)
- American Daydreams 4 (2006)
- Badass School Girls 1 (2006)
- Barely Legal 59 (2006)
- Bitch and Moan 1 (2006)
- Blazed and Confused 1 (2006)
- Blazed and Confused 2 (2006)
- Blond Hair Woman Teacher Of Sex Preparation Class Room (2006)
- Bodies in Heat (2006)
- Casey Parker is the Girl Next Door (2006)
- Cock Starved 1 (2006)
- College Guide To Threesomes (2006)
- Cumstains 7 (2006)
- Dicks and Dildos (2006)
- Double Trouble (II) (2006)
- Fashion Underground (2006)
- Fresh Pussy 2 (2006)
- Fucking Hostile 2 (2006)
- Game (II) (2006)
- Girls in White 2 (2006)
- Girls Love Girls 2 (2006)
- Girls Night Out 3 (2006)
- Girlvana 2 (2006)
- Head Case 1 (2006)
- Heat Wave (2006)
- Heavy Breathing (2006)
- Hookers (2006)
- Hot Caress (2006)
- Housewife 1 on 1 1 (2006)
- I Love 'em Natural 3 (2006)
- I'm a Tease 2 (2006)
- In the Family (2006)
- Innocent Desires 4 (2006)
- Intimate Invitation 4 (2006)
- Jack's My First Porn 5 (2006)
- Lesbian Seductions 5 (2006)
- Lesbian Seductions 7 (2006)
- Lewd Conduct 27 (2006)
- Look Don't Touch (2006)
- Mind Blowers 6 (2006)
- Myne Fucked (2006)
- Naughty Bookworms 2 (2006)
- Naughty Office 5 (2006)
- Nylon Couples (2006)
- Off Limits (2006)
- Playing Dirty (2006)
- Playing with Penny Flame (2006)
- Pole Position POV 2 (2006)
- Pool Party (2006)
- Porn Fidelity 4 (2006)
- Reform School Girls 1 (2006)
- Sapphic Liaisons 3 (2006)
- Shane's World 38: House Party (2006)
- Short and Sleazy (2006)
- Small Sluts Nice Butts 6 (2006)
- Strap it On 4 (2006)
- Stripped (2006)
- Taboo: Fantasy Fetish (2006)
- Taboo: Love Hurts (2006)
- Teen Fetish 2 (2006)
- Teen Purr-fect 1 (2006)
- Teen Tryouts Audition 49 (2006)
- Under The Age Of...1 (2006)
- Under The Age Of...2 (2006)
- Watch Me Cum 2 (2006)
- Women Seeking Women 24 (2006)
- Women Seeking Women 27 (2006)
- Young and Natural (2006)
- Addicted to Niko (2007)
- All Alone 1 (2007)
- American Porn Star 2 (2007)
- Bad 2 the Bone (2007)
- Barely Legal Christmas (2007)
- Best of Facesitting POV 9 (2007)
- BJ's In Hot PJ's (2007)
- Blazed and Confused 3 (2007)
- Bondage Is Bad for Business (2007)
- Breaking and Entering (2007)
- By Appointment Only 2 (2007)
- By Appointment Only 3 (2007)
- Climactic Tales (2007)
- Club Jenna's Casting Couch 1 (2007)
- Club Jenna's Casting Couch 2 (2007)
- Debbie Does Dallas... Again (2007)
- Diary of a Nanny 1 (2007)
- Dirty Habits (2007)
- Dolores of my Heart (2007)
- Double Jeopardy (2007)
- Elite 2 (2007)
- Enter the Facesitter (2007)
- Explosive Fantasies (2007)
- Facesitter Next Door (2007)
- Friends With Benefits (2007)
- Get Naked 2 (2007)
- Girlgasmic 1 (2007)
- Guilty (2007)
- Happy Tits (2007)
- Hotter Than Hell 1 (2007)
- House of Ass 5 (2007)
- Hustler Hardcore Vault 8 (2007)
- Intimate Invitation 7 (2007)
- Intimate Invitation 8 (2007)
- Jenna Goes Solo (2007)
- Kayden's First Time (2007)
- Layout (2007)
- Lesbian Training 8 (2007)
- Letters To An Angel (2007)
- Licensed to Blow 1 (2007)
- Love Always (2007)
- Lucky Lesbians 2 (2007)
- Me Myself and I 1 (2007)
- MILF Bangers (2007)
- More Than A Handful 16 (2007)
- Mouth 2 Mouth 9 (2007)
- Mrs. Bitch 2 (2007)
- My Dirty Angels 6 (2007)
- Natural Knockers 9 (2007)
- Naturally Exposed 2 (2007)
- Naughty America: 4 Her 1 (2007)
- Naughty America: 4 Her 2 (2007)
- Naughty Athletics 1 (2007)
- Naughty Naturals 4 (2007)
- No Man's Land 42 (2007)
- No Man's Land Interracial Edition 10 (2007)
- Off the Air (2007)
- Penny Flame's Out of Control (2007)
- Porn Fidelity 8 (2007)
- Pussy Foot'n 19 (2007)
- Reform School Girls 2 (2007)
- Romantic Desires (2007)
- School's Out (2007)
- Screw My Husband Please 7 (2007)
- Sentenced (2007)
- Sex and Violins (2007)
- Sexual Exploits of Jean Val Jean (2007)
- Sexual Sensations (2007)
- Slime Ballin' 2 (2007)
- Soloerotica 9 (2007)
- Spunk'd the Movie (2007)
- Stood Up (2007)
- Sunrise Adams is a Sex Addict (2007)
- Taboo 23 (2007)
- Taboo: Maximum Perversions (2007)
- Tease Me (2007)
- Teaseatorium: Cock Therapy 3 (2007)
- Tom Byron's POV Fuck Movie 2 (2007)
- Tribade Sorority 1 (2007)
- Virgin Patrol 4 (2007)
- Whack Jobs 2 (2007)
- World Cups (2007)
- All Holes No Poles 3 (2008)
- Asses of Face Destruction 5 (2008)
- Bad News Bitches 3 (2008)
- Belladonna's Fucking Girls 6 (2008)
- Bound (2008)
- Brea's Mirror Image (2008)
- Bree's Slumber Party (2008)
- Busty Loads 2 (2008)
- By Appointment Only 7 (2008)
- Cali-Pornication (2008)
- Centerfolds Caught in Action 3 (2008)
- Chemistry 4 (2008)
- Dirty POP 2 (2008)
- Femdom: Mean Girls (2008)
- First Time Ball Busters 2 (2008)
- Friends With Benefits 2 (2008)
- Fuck for Dollars 8 (2008)
- Gag Me Then Fuck Me 4 (2008)
- Gallop on His Pole (2008)
- Head of Household (2008)
- Hitting the G Spot (2008)
- I Film Myself 7 (2008)
- I Love Penny (2008)
- Intimate Instinct (2008)
- Lesbians Love Sex 3 (2008)
- My Sister's Hot Friend 15 (2008)
- Naughty America: 4 Her 4 (2008)
- Naughty Office 11 (2008)
- Not With My Wife You Don't (2008)
- Penny Flame's Expert Guide to Hand Jobs for Men and Women (2008)
- Perverted POV 1 (2008)
- POV Cocksuckers 7 (2008)
- Predator 2 (2008)
- Priceless Fantasies (2008)
- Roller Dollz (2008)
- Sex Spells (2008)
- Star 69: Strap Ons (2008)
- Student Bodies (2008)
- Sweet Nasty Pleasures (2008)
- Throat: A Cautionary Tale (2008)
- Tristan Taormino's Expert Guide to the G Spot (2008)
- Tristan Taormino's Expert Guide to Threesomes (2008)
- Trust Justice 2 (2008)
- Women Seeking Women 39 (2008)
- Women Seeking Women 45 (2008)
- 1 On 1 3 (2009)
- 101 Natural Beauties (2009)
- Back Strokes and Toilette Fantasies (2009)
- Best of No Swallowing Allowed (2009)
- Blown Away 1 (2009)
- Bossy Boss 3 (2009)
- Can He Score 2 (2009)
- Celebrity Pornhab With Dr. Screw (2009)
- Dark Side of the Sun (2009)
- Deep Desires (2009)
- Frat House Fuckfest 11 (2009)
- Fuck Face (II) (2009)
- Fuck Team 5 3 (2009)
- Funny Bone (2009)
- Girls Girls Girls 2 (2009)
- Girl's Guide to Girls (2009)
- Into the Sunset (2009)
- King of Coochie 2 (2009)
- Ladies Room 1 (2009)
- Lesbian Teen Hunter 2 (2009)
- Lesbian Triangles 13 (2009)
- Lesbian Triangles 14 (2009)
- Magical Feet 2 (2009)
- Masters of Reality Porn 4 (2009)
- Masturbation Nation 2 (2009)
- Menage A Twat Part Deux (2009)
- MILF and Cookies (2009)
- Not Three's Company XXX (2009)
- Nothing But A 3-Way (2009)
- Our Neighbor's Daughter 1 (2009)
- Penny Flame's Expert Guide to Rough Sex (2009)
- Pigtails Round Asses 9 (2009)
- POV Overdose 2 (2009)
- Pretty Filthy 1 (2009)
- Secret Liaisons (2009)
- Simple Fucks 6 (2009)
- Spit In Your Face (2009)
- Stranger (2009)
- Strap-On Lesbians (2009)
- There Will Be Cum 6 (2009)
- This Ain't Happy Days XXX 1 (2009)
- Three Cock Teasers For Hubby (2009)
- Tribade Sorority 2 (2009)
- Tristan Taormino's Expert Guide to Anal Pleasure for Men (2009)
- Undress Me (2009)
- White Booty Lovers (2009)
- Wife Switch 8 (2009)
- 3 for All (2010)
- Boom Boom Flick 3 (2010)
- Devil in Miss Jones: The Resurrection (2010)
- Go Big Or Go Home (2010)
- Love or Lust 1 (2010)
- Men in Pain 5658 (2010)
- Notorious S.L.U.T. (2010)
- Peter North's POV 24 (2010)
- Please Be Gentle (2010)
- Private Movies 51: Future Soccer Mom Sluts (2010)
- Real Wife Stories 6 (2010)
- Strap This Baby on for Size (2010)
- Tribade Sorority 3 (2010)
- Vice City Porn 2 (2010)
- Big Titty MILF Shake 4 (2011)
- Bree Olson Uncovered (2011)
- Bustin' Out Babes (2011)
- Couples Seduce Teens 20 (2011)
- I Am Jayden (2011)
- Lesbian Spotlight: Samantha Ryan (2011)
- Love and Lust 2 (2011)
- Men in Pain 4432 (2011)
- Men in Pain 5291 (2011)
- Men in Pain 5517 (2011)
- Men in Pain 5884 (2011)
- Men in Pain 6183 (2011)
- Men in Pain 6426 (2011)
- North Pole 82 (2011)
- Playing Hooky 1 (2011)
- Real Workout 1 (2011)
- Sunny's All Stars (2011)
- Superstar Talent (2011)
- Wife Switch 13 (2011)
- Daddy Issues (2012)
- Dyking Around (2012)
- Girls Night Out 4 (2012)
- James Deen Does Them All (2012)
- Leave No Ass Unfucked (2012)
- Men in Pain 4285 (2012)
- Men in Pain 4891 (2012)
- Men in Pain 4986 (2012)
- Men in Pain 5029 (2012)
- Solo Sweethearts 3 (2012)
- Oh Yeah Let's Cum (2013)
- Vivid's Award Winners: Best Orgy Sex Scene (2013)

### Regista
- Girls Night Out 2 (2005)
- Blazed and Confused 1 (2006)
- Blazed and Confused 2 (2006)
- Girls Night Out 3 (2006)
- Blazed and Confused 3 (2007)
- Penny Flame's Out of Control (2007)
- Penny Flame's Expert Guide to Hand Jobs for Men and Women (2008)
- Penny Flame's Expert Guide to Rough Sex (2009)
- Girls Night Out 4 (2012)